# بريندون جوليان
بريندون جوليان (10 أغسطس 1970 في نيوزيلندا - ) (بالإنجليزية: Brendon Julian)‏ هو لاعب كريكت أسترالي. شارك مع منتخب أستراليا الوطني للكريكت. أما مع النوادي، فقد لعب مع نادي مقاطعة سري للكريكت ‏ وفريق غرب أستراليا للكريكت ‏.

## وصلات خارجية
- بريندون جوليان على موقع إي آس بي آن كريك إنفو (الإنجليزية)
- بريندون جوليان على موقع اتحاد ألعاب الكومنولث (مؤرشف) (الإنجليزية)